# پلنگ ابری
پلنگ ابری (نام علمی: Neofelis nebulosa) نام یک گونه از تیره گربه‌ایان است که در تپه‌های پای کوه هیمالیا تا زمینلادهای آسیای جنوب شرقی تا چین یافت می‌شود. پلنگ ابری در سال ۲۰۰۸ توسط اتحادیه بین‌المللی حفاظت از طبیعت به عنوان یک گونه آسیب‌پذیر شناخته شد.

## مشخصات فیزیکی
پلنگ ابری با طول ۶۰ تا ۱۱۰ سانتی‌متر و وزن ۱۱ تا ۳۰ کیلوگرم و با سرعتی در حدود ۶۴ کیلومتر بر ساعت توانسته‌است به یک شکارچی قهار شبگرد تبدیل گردد.

## مکان زیست
پلنگ‌های ابری غالباً در جنوب شرق آسیا یافت می‌شوند. از جمله کشورهایی که می‌توان در آن‌ها پلنگ ابری یافت هند، شمال چین و نپال هستند. این حیوانات زمانی در تایوان هم زندگی می‌کردند اما اکنون در آن کشور منقرض شده‌اند. پلنگ‌های ابری دائماً در جنگل‌های بارانی و مناطق مرطوبی که با درختان بلند همراه هستند زندگی می‌کنند.

## تولید مثل
توله‌های پلنگ‌های ابری در فصل تابستان به دنیا می‌آیند. پلنگ‌های ابری در هر نوبت زایمان بین ۳ تا ۵ توله به دنیا می‌آورند. توله‌های این گربه سانان در ابتدا نابینا هستند و طرح روی پوستشان بسیار تیره است. پس از گذشت شش ماه، طرح روی پوست توله‌ها همانند هم نوعان بالغشان می‌شود. لازم است ذکر شود که توله‌ها پس از گذشت ده روز از به دنیا آمدنشان چشمان خود را باز می‌کنند.
توله‌ها شکار و نحوه زندگی را از مادر خود یادمی‌گیرند. هنگام مستقل شدن، توله‌ها باید برای خود یک قلمرو تعیین کنند و از قلمرو خود محافظت کنند.

## رژیم غذایی
پلنگ‌های ابری گوشتخوارند و برای بقای خود حیوانات دیگر را شکار می‌کنند. طعمه این گربه سانان بسته به منطقه‌ای که در آن زندگی می‌کنند متفاوت است. به عنوان مثال، گربه‌های ابری که در تایلند زندگی می‌کنند بیشتر از حیواناتی همچون سنجاب، جوجه تیغی و سایر جوندگان تغذیه می‌کنند در حالی که پلنگ‌های ابری مناطق دیگر از حیواناتی همچون میمون‌ها تغذیه می‌کنند.
پلنگ‌های ابری اکثر فعالیت‌های خود را شبانه انجام می‌دهند. در مناطقی که نزدیک انسان‌ها بوده و در مواقعی که غذا در جنگل پیدا نمی‌شود، پلنگ‌های ابری به شکار حیواناتی همچون پرندگان، گوسفندان و گرازها رو می‌آورند.
پلنگ‌های ابری پس از شکار کردن طعمه و خوردن غذا، بر روی شاخه‌های درختان رفته و استراحت می‌کنند تا اینکه غذایشان هضم شود.

## رفتار و عادات طبیعی
پلنگ‌های ابری شدیداً خجالتی هستند و اغلب روز را بر روی شاخه بلند درختان سپری می‌کنند و در شب با استفاده از تاریکی فعالانه به شکار می‌پردازند. این گربه سانان منزوی زندگی می‌کنند و هر کدام از آن‌ها برای خود قلمروی تعیین شده دارند که شدیداً بر روی آن حساس هستند.
پلنگ‌های ابری در بالا رفتن از درختان بسیار تبحر دارند و می‌توانند طول یک درخت یا شاخه‌های آن را با سرعت بسیار زیادی طی کنند. این جانوران حفظ تعادل خود بر روی درختان را مدیون دم خود هستند! آن‌ها از حرکات دم خود برای حفظ تعادل هنگام راه رفتن بر روی شاخه‌های درخت استفاده می‌کنند.

## جمعیت و وضعیت بقا
امروزه وضعیت بقای پلنگ‌های ابری، «آسیب‌پذیر» ثبت شده‌است و این وضعیت بدان معناست که این حیوانات در حال حاضر در محیط زیست آسیب پذیرند و اگر این شرایط ادامه پیدا کند در خطر انقراض قرار می‌گیرند. تخمین زده‌اند که در حال حاضر کمتر از ده هزار عدد از پلنگ‌های ابری در حیات وحش باقی مانده‌است.
امروزه تعداد پلنگ‌های ابری رو به کاهش است و دلیل این موضوع به شکار بیش از حد آن‌ها برای محبوبیت پوستشان بازمی‌گردد.

## حقایق
- این گربه سانان علی‌رغم پنجه‌های بسیار بزرگ خود، حیوانات کوچک را شکار می‌کنند و تمایلی به شکار حیوانات بزرگتر ندارند.
- همان‌طور که گفته شد، پلنگ‌های ابری اکثر فعالیت‌های خود را شبانه انجام می‌دهند اما مشاهده شده‌است که این گربه سانان در هنگام طلوع خورشید نیز به فعالیت می‌پردازند.
- شکار این حیوانات کاملاً ممنوع است اما با این وجود شکار آن‌ها به دلیل محبوبیت پوستشان بسیار رواج دارد.
- برای تولید یک عدد کت از پوست پلنگ‌های ابری، حدود ۲۵ عدد از این گربه سانان شکار می‌شوند!
- این گربه سانان در حیات وحش گاهی توسط ببرها و پلنگ‌ها به علت رقابت بر سر غذا شکار می‌شوند اما در کل شکارچی اصلی این گربه سانان انسان‌ها هستند.